# Дежан, Жан Франсуа Эме
Граф Жан Франсуа Эме Дежан (фр. Jean François Aimé, comte Dejean; 6 октября 1749 — 12 мая 1824) — французский генерал и государственный деятель.

## Биография
Примкнув к революции, отличился в 1793—1795 годах под начальством Дюмурье и Пишегрю. Особенно известен переход его через Рейн в ночь с 5 на 6 сентября 1795 года.
При Наполеоне был министром военной администрации, потом сенатором. Председательствовал в суде над генералами Мале, Лагори и Гидалем (1812).
В 1814 году примкнул к Бурбонам и сделан пэром и директором Политехнической школы.
Во время Ста дней перешел на сторону Наполеона.
В 1819 году вновь возведен в пэры.